# Noyers (Yonne)
Noyers és un municipi francès, situat al departament del Yonne i a la regió de Borgonya - Franc Comtat. L'any 2007 tenia 734 habitants.

## Demografia

### Població
El 2007 la població de fet de Noyers era de 734 persones. Hi havia 301 famílies, de les quals 103 eren unipersonals (48 homes vivint sols i 55 dones vivint soles), 79 parelles sense fills, 83 parelles amb fills i 36 famílies monoparentals amb fills.
La població ha evolucionat segons el següent gràfic:
Habitants censats

### Habitatges
El 2007 hi havia 468 habitatges, 308 eren l'habitatge principal de la família, 106 eren segones residències i 54 estaven desocupats. 429 eren cases i 37 eren apartaments. Dels 308 habitatges principals, 238 estaven ocupats pels seus propietaris, 52 estaven llogats i ocupats pels llogaters i 18 estaven cedits a títol gratuït; 4 tenien una cambra, 25 en tenien dues, 48 en tenien tres, 86 en tenien quatre i 146 en tenien cinc o més. 191 habitatges disposaven pel capbaix d'una plaça de pàrquing. A 163 habitatges hi havia un automòbil i a 92 n'hi havia dos o més.

### Piràmide de població
La piràmide de població per edats i sexe el 2009 era:
| Homes | Edats   | Dones |
| ----- | ------- | ----- |
| 0     | 95 o +  | 4     |
| 4     | 90 a 94 | 28    |
| 12    | 85 a 89 | 8     |
| 12    | 80 a 84 | 20    |
| 32    | 75 a 79 | 56    |
| 16    | 70 a 74 | 16    |
| 8     | 65 a 69 | 24    |
| 24    | 60 a 64 | 24    |
| 12    | 55 a 59 | 32    |
| 28    | 50 a 54 | 20    |
| 24    | 45 a 49 | 28    |
| 20    | 40 a 44 | 20    |
| 32    | 35 a 39 | 20    |
| 16    | 30 a 34 | 28    |
| 28    | 25 a 29 | 12    |
| 8     | 20 a 24 | 20    |
| 36    | 15 a 19 | 8     |
| 32    | 10 a 14 | 16    |
| 20    | 5 a 9   | 12    |
| 24    | 0 a 4   | 8     |

## Economia
El 2007 la població en edat de treballar era de 394 persones, 298 eren actives i 96 eren inactives. De les 298 persones actives 271 estaven ocupades (145 homes i 126 dones) i 28 estaven aturades (16 homes i 12 dones). De les 96 persones inactives 35 estaven jubilades, 31 estaven estudiant i 30 estaven classificades com a «altres inactius».

### Ingressos
El 2009 a Noyers hi havia 298 unitats fiscals que integraven 648,5 persones, la mediana anual d'ingressos fiscals per persona era de 17.598 €.

### Activitats econòmiques
Dels 57 establiments que hi havia el 2007, 2 eren d'empreses alimentàries, 3 d'empreses de fabricació d'altres productes industrials, 5 d'empreses de construcció, 14 d'empreses de comerç i reparació d'automòbils, 5 d'empreses de transport, 5 d'empreses d'hostatgeria i restauració, 2 d'empreses financeres, 1 d'una empresa immobiliària, 9 d'empreses de serveis, 7 d'entitats de l'administració pública i 4 d'empreses classificades com a «altres activitats de serveis».
Dels 17 establiments de servei als particulars que hi havia el 2009, 1 era una gendarmeria, 1 oficina de correu, 2 oficines bancàries, 1 taller de reparació d'automòbils i de material agrícola, 1 taller d'inspecció tècnica de vehicles, 1 paleta, 1 guixaire pintor, 2 fusteries, 1 lampisteria, 1 electricista, 3 perruqueries i 2 restaurants.
Dels 6 establiments comercials que hi havia el 2009, 2 eren botiges de menys de 120 m², 1 una botiga de menys de 120 m², 1 una fleca, 1 una sabateria i 1 una botiga de mobles.
L'any 2000 a Noyers hi havia 25 explotacions agrícoles que ocupaven un total de 3.780 hectàrees.

## Equipaments sanitaris i escolars
L'únic equipament sanitari que hi havia el 2009 era una farmàcia.
El 2009 hi havia una escola elemental. Noyers disposava d'un col·legi d'educació secundària amb 216 alumnes.

## Poblacions més properes
El següent diagrama mostra les poblacions més properes.